# Bill Mulder
William "Bill" Mulder è un personaggio della serie tv X-Files.
Padre del protagonista Fox Mulder nella serie viene interpretato da Peter Donat.
Sposato con Teena Mulder poi divorziarono ebbero due figli Fox e Samantha
Ex funzionario pubblico del dipartimento di Stato nelle prime apparizioni L'invasione dei cloni appare un uomo duro poco sorridente e distante dal figlio. Bill voleva parlare al figlio di tutti i segreti che conosce ma è stato ucciso in casa sua da Alex Krycek.
In passato è stato collega dell'Uomo che Fuma, Gola Profonda nel progetto segreto della colonizzazione della terra. Come parte della trama della colonizzazione, i membri del Sindacato dovevano scambiare una persona amata per un feto alieno. Il possesso del feto permetterebbe al Sindacato di iniziare lo sviluppo di un ibrido alieno-umano. Mulder era contrario a questo scambio e non si presentò alla base aerea di El Rico con una persona amata come previsto. Non era nei patti ma Samantha venne rapita da casa sua. Da quel fatto la famiglia Mulder si spezzo, Teena divorziò dal marito
Riappare vivo ma è solo un sogno di Fox nell'episodio della sesta stagione One Son -Un figlio